# Ridder Adrien Péladan
Ridder Adrien Péladan (Vigan, departement Gard, 1815 – Nîmes, 7 maart 1890) was een Frans schrijver en dichter, vader van Adrien Péladan en Joséphin Péladan.
Hij was Ridder van Sint-Sylvester. 
Hij was lang hoofdredacteur van La France litteraire. 
Zijn werken zijn zeer katholiek getint en handelen voornamelijk over verschijningen en profetieën.

## Werken
- Les voix de la tombe ou témoignages et prophéties sur l'état présent de la société par de hautes intelligences de ce siècle qui ne sont plus (1858)
- Nouvelles brises et aquilons (1859)
- Histoire de Jésus-Christ d'après la Science (1866)
- Recherches sur les noms primitifs de Dieu (1866)
- Nouveau Liber Mirabilis, ou toutes les prophéties authentiques sur les temps présents, avec notes, explications et concordances (1871)
- Preuves éclatantes de la Révélation par l'Histoire Universelle (1878)
- Saint-Christophe (1879)
- Dernier mots des Prophéties ou l'avenir prochain dévoilé par plusieurs centaines de textes autehentiques. (2 delen) (1880-1881)
- Apparitions de Bouleret (Cher) (1887)

- Bibliothèque nationale de France: cb12630488f (data)
- International Standard Name Identifier: 0000 0000 6142 3606
- Library of Congress Control Number: nr92026745
- Nationale Bibliotheek van Israël: 987007283300805171
- Nationale Bibliotheek van Polen: a0000003234919
- Istituto Centrale per il Catalogo Unico: TO0V284230
- Système universitaire de documentation: 180273094
- Virtual International Authority File: 44419835
- WorldCat: E39PBJktrtKbwt9tt86YTcKw4q